# Maksym Bilyj (calciatore 1989)
Maksym Ivanovyč Bilyj (in ucraino Максим Іванович Білий?; Novomoskovs'k, 27 aprile 1989 – 14 settembre 2013) è stato un calciatore ucraino, di ruolo centrocampista.